# Expresso Bandeirantes
O Expresso Bandeirantes originalmente era um projeto de trem bala, que ligaria São Paulo a Campinas. Desde o início de 2008, o governo federal, juntamente com o governo paulista, tomaram novas direções e pretendem utilizar um Trem de alta velocidade (TAV) com velocidade comercial ente 280 a 300 km/h, para ligar Campinas, São Paulo e Rio de Janeiro com um mesmo TAV. 
Os regimes sobre os quais irão funcionar o futuro sistema ainda estão em discussão.

## Projeto congelado
O projeto Expresso Bandeirantes está congelado, sem prazo definido. O governador José Serra (PSDB) decidiu adiar, em Janeiro de 2007, sem prazo definido, o lançamento do convite para empresas apresentarem propostas com os projetos básicos de engenharia e de modelagem financeira para o Expresso Bandeirantes. O governo vai primeiro reavaliar a relação custo-benefício da implantação dessa ligação ferroviária. O secretário-adjunto da Secretaria de Estado dos Transportes Metropolitanos, João Paulo de Jesus Lopes, informou que o governo não desistiu do trem, mas quer detalhar a viabilidade econômica desse projeto.
Segundo o ministro César Borges e o presidente da EPL, o leilão do trem-bala, que o governo tenta realizar desde o final de 2010 e que já teve seu cronograma adiado por diversas vezes, foi remarcado para acontecer em data ainda não definida. Segundo o ministro, o governo quer fazer a licitação em 2014.

## Alternativa
O projeto do Expresso Bandeirantes foi apresentado ao presidente da Emplasa, durante um seminário, O Trem Rápido de Passageiros, no Rio de Janeiro, no início de 2007, e junto com outros especialistas, discutiram projetos como o Trem Rio-São Paulo, o Expresso Bandeirantes, e a ligação entre São Paulo e o Aeroporto Internacional de Cumbica. Basicamente se buscava alternativas para o financiamento, mas com as crises nos aeroportos e a necessidades de fortalecer a infraestrutura de transporte no Brasil, os planos iniciais mudaram.

Desde o início do ano de 2008, a alternativa para o financiamento do Expresso Bandeirantes parece estar se solidificando. Conforme anúncio feito pelo Presidente Luiz Inácio Lula da Silva, no final de abril em Campinas, o governo federal encomendou ao Banco Nacional de Desenvolvimento Social (BNDES) uma análise com um novo estudo técnico de viabilidade sobre o traçado preliminar do trem de alta velocidade no Brasil, entre Campinas, São Paulo e Rio de Janeiro, e o resultado deste estudo deverá estar pronto em breve, junto a um edital que deverá ser divulgado depois, em janeiro, com previsão de, em fevereiro de 2009, ser realizada a licitação com leilão para definir o consórcio que irá assumir tal projeto.
Isso fará com que o projeto que estava na pauta alguns anos atrás pelo governo de São Paulo, o Expresso Bandeirantes, se integre com o projeto do governo federal em um consórcio multinacional que trabalhará junto com o Brasil neste desempenho, e poderá ligar Campinas, São Paulo e Rio de Janeiro com um único e mesmo Trem de Alta Velocidade, caso os empecilhos e discussões sobre a viabilidade desaguem em consenso.